# Иностранцев, Константин Александрович
Константин Александрович Иностранцев (1876, Санкт-Петербург — 1941, Ленинград) — русский историк-востоковед, доктор востоковедения (1908). Младший сын геолога и палеонтолога Александра Александровича Иностранцева.

## Биография
Константин Иностранцев родился 5 (17) апреля 1876 год в Санкт-Петербурге. В 1899 году окончил факультет восточных языков Санкт-Петербургского университета. В 1908 году защитил диссертацию на степень доктора востоковедения. Был оставлен на кафедре истории Востока. В 1902—1909 годах работал в Русском музее, был хранителем этнографического отделения. В 1909—1910 годах работал в Эрмитаже инвентаризатором в чине надворного советника. С 1910 года — на службе в Министерстве народного просвещения. Член Русского археологического общества (1907). С 1899 до середины 1930-х годов преподавал в Санкт-Петербургском университете.
Специалист по истории материальной культуры восточных народов, истории сасанидского Ирана. Исследовал проблему происхождения гуннов, отдельные этапы древней истории Центральной Азии, некоторые вопросы арабо-иранских связей.
Последние годы жизни тяжело болел. Скончался в конце декабря 1941 года в блокадном Ленинграде.

## Награды
- Орден Святого Станислава 3-й степени (1905)[4];
- Орден Святой Анны 3-й степени (1907)[4].

## Научные труды
- Древнейшие арабские известия о праздновании Науруза в Сасанидской Персии. СПб., 1904;
- Торжественный выезд фатымидских халифов, СПБ, 1905;
- Материалы из арабских источников для культурной истории Сасанидской Персии: Приметы и поверья. СПб., 1907;
- О древнеиранских погребальных обычаях и постройках, СПБ, 1909;
- Персидская литературная традиция в первые века ислама. СПб., 1909;
- Сасанидские этюды, СПБ, 1909;
- Обычаи прикаспийского населения Персии в X в., СПБ, 1909;
- О домусульманской культуре Хивинского оазиса, СПБ, 1911;
- Переселение парсов в Индию и мусульманский мир в пол. VIII в., Пг., 1915;
- К истории домусульманской культуры Средней Азии, Пг., 1917;
- Река Иран-Вэджа в парсийской традиции. Пг., 1917;
- Хунну и гунны: Разбор теорий о происхождении народа хунну китайских летописей, о происхождении европейских гуннов и о взаимных отношениях этих двух народов. 2-е изд. Л., 1926.